# Богородський район (Нижньогородська область)
Богородський район (рос. Богородский район) — адміністративно-територіальна одиниця (район) та муніципальне утворення (муніципальний район) у центральній частині Нижньогородської області Росії.
Адміністративний центр — місто Богородськ.

## Історія
Район було утворено 1929 року.

## Населення
| 1939    | 1959    | 1970    | 1979    | 1989    | 2002    | 2008    |
| ------- | ------- | ------- | ------- | ------- | ------- | ------- |
| 88 366  | ↘46 970 | ↘40 070 | ↘35 266 | ↘33 693 | ↗67 959 | ↘66 085 |
| 2009    | 2010    | 2011    | 2012    | 2013    | 2014    | 2015    |
| ↘65 841 | ↘65 677 | ↘65 621 | ↗65 966 | ↗66 421 | ↗66 985 | ↘66 286 |
| 2016    | 2017    | 2018    | 2019    |         |         |         |
| ↗67 098 | ↗68 103 | ↗69 463 | ↗70 549 |         |         |         |